# Agua de Cuayo
Agua de Cuayo är en ort i Mexiko.   Den ligger i kommunen Xilitla och delstaten San Luis Potosí, i den centrala delen av landet, 220 km norr om huvudstaden Mexico City. Agua de Cuayo ligger 1 007 meter över havet och antalet invånare är 103.
Terrängen runt Agua de Cuayo är kuperad åt nordost, men åt sydväst är den bergig. Runt Agua de Cuayo är det ganska tätbefolkat, med 90 invånare per kvadratkilometer. Närmaste större samhälle är Villa Terrazas, 14,9 km öster om Agua de Cuayo. I omgivningarna runt Agua de Cuayo växer i huvudsak städsegrön lövskog.